# Boa Vista do Sul
Boa Vista do Sul is een gemeente in de Braziliaanse deelstaat Rio Grande do Sul. De gemeente telt 2.700 inwoners (schatting 2009).